# Zygocera
Zygocera – rodzaj chrząszczy z rodziny kózkowatych.

## Zasięg występowania
Przedstawiciele tego rodzaju występują w Australii oraz na Archipelagu Bismarcka.

## Systematyka
Do Zygocera należy 8 gatunków:
- Zygocera albostictica
- Zygocera apicespinosa
- Zygocera bivittata
- Zygocera bivittipennis
- Zygocera freyi
- Zygocera metallica
- Zygocera pentheoides
- Zygocera pruinosa